# José Ballivián
José Ballivián y Segurola (La Paz, 5 maggio 1804 – Rio de Janeiro, 6 ottobre 1852) è stato un politico boliviano.
Militare divenuto presidente della Bolivia nel 1841, sconfisse nello stesso anno l'esercito peruviano a Ingavi.
Nel 1843 emanò una rigida costituzione, l'Ordinanza militare, che lo rese inviso al popolo a tal punto da essere esiliato nel 1848.